# (1247) Memoria
(1247) Memoria est un astéroïde de la ceinture principale située entre Mars et Jupiter.

## Caractéristiques
(1247) Memoria mesure 35,97 km, son albédo est de 0,08 et sa classification spectrale est CXF.

## Découverte
Il a été découvert par Marguerite Laugier le 30 août 1932 à Uccle, sa désignation provisoire est 1932 QA.